# 王涛 (手球运动员)
王涛（1957年6月14日—），中国退役女子手球运动员。曾代表中国国家队参加1988年夏季奥林匹克运动会女子手球比赛，最终队伍获得第六名。